# Porfirio (balena)
Porfirio (in greco Πορφύριος) fu una grande balena che nel VI secolo disturbava e affondava le navi nelle acque vicino a Costantinopoli. Attiva per un periodo di oltre cinquant'anni, Porfirio causò grandi preoccupazioni ai naviganti bizantini. L'imperatore Giustiniano I (527-565) si preoccupò di catturarla, anche se non riuscì a trovare un modo per farlo. Alla fine Porfirio morì quando si arenò vicino alla foce del Mar Nero e fu attaccata e fatta a pezzi da una folla di abitanti del luogo.

## Il nome
Alla balena fu dato il nome di Porfirio (Porphyrios) dai marinai bizantini; il nome è talvolta riportato alternativamente come Porphyrius, Porphyrion, Porphyry o Porphyrio e la sua origine non è chiara. Le ipotesi più comuni sul nome includono la sua derivazione dall'auriga coevo Porfirio o dal gigante mitologico Porfirione che lottò contro gli dei della mitologia greca. Anthony Kaldellis ha suggerito nel 2010 che il nome della balena alludesse alla porpora imperiale e fosse quindi "un segno del rispetto in cui la balena era tenuta". Questa idea è stata sostenuta anche da Sian Lewis e Lloyd Llewellyn-Jones nel 2018, secondo i quali il nome alludeva al colore della regalità ed era un segno di grande soggezione per la balena.
Nel 1996 James Allan Stewart Evans ha suggerito che il nome fosse un riferimento al colore della pelle della balena: Porphyra in greco significava infatti un colore viola intenso e Porfirio poteva avere la pelle color vino scuro. Questa ipotesi è stata ulteriormente sostenuta da John K. Papadopoulos e Deborah Ruscillo nel 2002, secondo i quali il nome significava semplicemente "viola". Anche Daniel Ogden nel 2008 ha sostenuto l'idea che Porfirio evocasse il colore della balena, ritenendo che il nome fosse meglio interpretato come "ragazzo viola". Anche Kaldellis ha sostenuto questa etimologia nel 2017.

## Storia
Porfirio è menzionato negli scritti dello storico bizantino del VI secolo Procopio, sia nella Storia delle guerre (VII 29) che nella Storia segreta. Secondo Procopio, Porfirio misurava 13,7 metri di lunghezza e 4,6 metri di larghezza. Le balene non erano ben comprese né nell'antichità né nel Medioevo e spesso erano viste semplicemente come grandi mostri.
Non è possibile identificare con certezza a quale specie appartenesse Porfirio. Potrebbe essere stato un capodoglio o forse un'orca insolitamente grande. L'identificazione di Porfirio come capodoglio è supportata dalle dimensioni, dalla lunga durata di vita e dal temperamento. D'altra parte, l'identificazione come orca è supportata dalla sua posizione geografica, poiché le vere balene raramente si avventurano nelle acque che Porfirio è noto aver frequentato. Se il nome è un riferimento al colore della pelle, potrebbe supportare entrambe le identificazioni, poiché sia il nero delle orche che il grigio bruno scuro dei capodogli potrebbero essere erroneamente interpretati come viola scuro.
Porfirio insidiò le navi nelle acque di Costantinopoli per oltre cinquant'anni, anche se non in modo continuativo, dato che a volte scompariva per lunghi periodi di tempo. Apparve più frequentemente nello stretto del Bosforo. Porfirio non faceva distinzioni in merito alle navi che attaccava: risulta dalle fonti che attaccò pescherecci, navi mercantili e navi da guerra. Molte navi furono affondate da Porfirio, e la sua sola reputazione terrorizzò gli equipaggi di molte altre; le navi spesso facevano deviazioni per aggirare le acque dove la balena nuotava più comunemente. L'imperatore Giustiniano I, basito per gli attacchi delle balene e desideroso di mantenere sicure le rotte marittime, si preoccupò di catturare Porfirio, anche se non riuscì ad escogitare un mezzo per farlo.
Un giorno, mentre inseguiva dei delfini, Porfirio si incagliò vicino alla foce del Mar Nero e si arenò. Sebbene Porfirio si dimenasse e tentasse di uscire dal fango, riuscì solo a sprofondare ancora di più in esso e a rimanere incastrato. La gente del posto si organizzò rapidamente per uccidere il famoso mostro marino, accorrendo con asce e corde. Dapprima tentarono di uccidere Porfirio con le loro asce, ma i loro tagli nella carne ebbero scarso effetto. Utilizzando corde e carri, Porfirio fu poi trascinato più in alto sulla spiaggia e la balena fu attaccata e fatta a pezzi. Alcuni degli assalitori conservarono la loro porzione di carne, mentre altri iniziarono a consumarla sul posto.

## Eredità
Secondo Procopio, la morte di Porfirio fu un grande sollievo per la popolazione, anche se alcuni ipotizzarono che la balena uccisa potesse essere in realtà una balena completamente diversa da quella che aveva molestato i marinai. Porfirio è il primo caso documentato di una balena che attacca i marinai.
Porfirio è stato citato in Storia della decadenza e caduta dell'Impero romano (1776–1789) di Edward Gibbon; lo studioso riteneva che Porfirio fosse uno "straniero e vagabondo" (stranger and wanderer), poiché nel Mediterraneo non esistono specie paragonabili ad esso per dimensioni e comportamento. Nel commento di George Horne (1730–1792) al libro di Gibbon, Horne interpretò il passaggio di Gibbon sulla balena come sottinteso che si trattasse di una bestia fittizia. Irritato per questo, Horne scrisse su Porfirio che "o Dio aveva preparato una balena appositamente per questo scopo, o non era affatto una balena". La storia di Porfirio è citata in Moby Dick di Herman Melville (1851) come caso storico di una balena che attacca gli esseri umani.
Porfirio appare nel romanzo storico di Robert Graves Belisario (1938). Nel Belisario, Giustiniano, dopo aver ricevuto lamentele da amici e conoscenti di sua moglie, l'imperatrice Teodora, invia il famoso generale Belisario a dare la caccia alla balena. Belisario prende una nave da guerra dotata di catapulta per cercare Porfirio e la balena viene scoperta mentre si dirige verso Costantinopoli. L'equipaggio inizia a lanciare arpioni e a scoccare frecce, ma l'effetto è minimo: Porfirio si tuffa sotto le onde e nuota via. La battaglia tra Belisario e Porfirio è stata talvolta erroneamente menzionata come un evento reale da alcuni autori successivi.